# Shelley Duvall
Shelley Alexis Duvall (Fort Worth, Texas, 1949. július 7. – Blanco, Texas, 2024. július 11.)  amerikai színésznő, producer.

## Fiatalkora és családja
Bobbie Ruth Crawford (1929-2020) és Robert Richardson "Bobby" Duvall gyermekeként született. Három testvére: Scott, Shane és Stewart.
Ötéves korában a család Houstonba költözött. Művészi és energiával teli kisgyerek volt, így anyjától a "mániákus egér" ("Manic Mouse") becenevet kapta. Már kiskorában érdekelni kezdte a tudomány, így tinédzser korában tudós szeretett volna lenni. 1967-ben érettségizett a Waltrip High School tanulójaként, ezután a Foley'sban árult kozmetikumokat. Tanulmányait a South Texas Junior College-en folytatta.

## Magánélete
1970-ben házasodott össze Bernard Sampson művésszel. 1974-ben elváltak. 1976-ban ismerkedett meg Paul Simon énekessel, az Annie Hall forgatása közben. Két évig éltek együtt. Kapcsolatuk akkor ért véget, amikor Duvall bemutatta Simont barátjának, Carrie Fishernek. 1989 óta a Breakfast Club énekesével, Dan Gilroy-jal jár. Kapcsolatuk akkor kezdődött, amikor együtt szerepeltek a Disney Channel Mother Goose Rock 'n' Rhyme című műsorában.
Az 1994-es northridge-i földrengés után Benedict Canyonból (Los Angeles) Blancóba (Texas) költözött.

## Halála
Halálát cukorbetegség okozta szövődmények idézték elő. A halál álmában érte.

## Filmográfia

### Film
| Év   | Magyar cím                  | Eredeti cím                                                    | Szerep                                 | Magyar hang        |
| ---- | --------------------------- | -------------------------------------------------------------- | -------------------------------------- | ------------------ |
| 1970 |                             | Brewster McCloud                                               | Suzanne Davis                          |                    |
| 1971 | McCabe és Mrs. Miller       | McCabe & Mrs. Miller                                           | Ida Coyle                              |                    |
| 1974 | Tolvajok, mint mi           | Thieves Like Us                                                | Keechie                                | Kisfalvi Krisztina |
| 1975 | Nashville                   | Nashville                                                      | Martha / L.A. Joan                     |                    |
| 1976 | Buffalo Bill és az indiánok | Buffalo Bill and the Indians, or Sitting Bull's History Lesson | Mrs. Grover Cleveland                  |                    |
| 1977 | Három nő                    | 3 Women                                                        | Mildred "Millie" Lammoreaux            | Kisfalvi Krisztina |
| 1977 | Annie Hall                  | Annie Hall                                                     | Pam                                    | Kiss Mari          |
| 1980 | Ragyogás                    | The Shining                                                    | Wendy Torrance                         | Kisfalvi Krisztina |
| 1980 | Popeye                      | Popeye                                                         | Olíva Olaj                             | Pálos Zsuzsa       |
| 1981 | Időbanditák                 | Time Bandits                                                   | Pansy                                  | Biró Anikó         |
| 1984 |                             | Frankenweenie (rövidfilm)                                      | Susan Frankenstein                     |                    |
| 1987 | Roxanne                     | Roxanne                                                        | Dixie                                  | Pálos Zsuzsa       |
| 1991 | Külvárosi kommandó          | Suburban Commando                                              | Jenny Wilcox                           | Pap Vera           |
| 1995 | Pusztító szenvedélyek       | The Underneath                                                 | nővér                                  | Madarász Éva       |
| 1996 | Egy hölgy arcképe           | The Portrait of a Lady                                         | Gemini grófnő                          | Kiss Mari          |
| 1997 |                             | Changing Habits                                                | Agatha nővér                           |                    |
| 1997 |                             | Twilight of the Ice Nymphs                                     | Amelia Glahn                           |                    |
| 1997 |                             | Shadow Zone: My Teacher Ate My Homework                        | Mrs. Fink                              |                    |
| 1997 | Mars a Marsra               | RocketMan                                                      | Mrs. Randall (stáblistán nem szerepel) |                    |
| 1998 | Múmia mese (Talos, a múmia) | Tale of the Mummy                                              | Edith Butros                           | Menszátor Magdolna |
| 1998 | Casper és Wendy             | Casper Meets Wendy                                             | Gabby                                  | Pálos Zsuzsa       |
| 1998 | Casper és Wendy             | Casper Meets Wendy                                             | Gabby                                  | Spilák Klára       |
| 1998 | Ennivaló a csaj             | Home Fries                                                     | Mrs. Jackson                           | Menszátor Magdolna |
| 1999 | A negyedik emelet           | The 4th Floor                                                  | Martha Stewart                         | Halász Aranka      |
| 2000 |                             | Big Monster on Campus                                          | Mrs. Stein                             |                    |
| 2000 |                             | Dreams in the Attic (nem mutatták be)                          | Nellie                                 |                    |
| 2002 |                             | Manna from Heaven                                              | Dubrinski nyomozó                      |                    |
| 2023 |                             | The Forest Hills                                               | Rico anyja                             |                    |

## Diszkográfia
- Hello, I'm Shelley Duvall...Sweet Dreams (1991)
- Hello, I'm Shelley Duvall...Merry Christmas (1991)